# Медсестринська рада
Медсестринська рада — це державний регулюючий орган, який здійснює нагляд за веденням сестринської справи в межах штату чи провінції. Медсестринська рада, як правило, затверджує та здійснює нагляд за медсестринськими школами в межах своєї юрисдикції. Рада також оцінює ліцензування медсестер. У США державні та територіальні медсестринські ради складають Національну Раду Державних Медсестринських Колегій. Державна Медсестринська Колегія — це сукупність державних органів, що регують медсестринську діяльність.